# Samuel Enderby (Unternehmer, 1719)
Samuel Enderby (* 1719 in London England; † 1797 in London, England) war britischer Unternehmer, Händler, Enkel von Samuel Enderby (1640–1723) und Gründer des in London ansässigen Walfangunternehmens Samuel Enderby & Sons.

## Leben
Über Samuel Enderby's Leben ist wenig bekannt. Sein Vater war Daniel Enderby, zu dessen Zeit neben dem Familienunternehmen der Enderby's auf der St Paul's Wharf sich zwei weitere Handelsunternehmen, die auf Tran und Fischöl spezialisiert waren, etabliert hatten, die Firma von Charles Buxton und die Firma Sims.
In jungen Jahren erlernte Samuel das Handwerk des Küfers bei Charles Buxton und eröffnete später in der Lower Thamse Street sein eigenes Geschäft. Nachdem er Mary Buxton, Tochter seines früheren Ausbilders Charles Buxton geehelicht hatte, legten die Enderby-Familie und Buxton ihre Geschäfte zusammen. Es war Samuel Enderby, nun Chef des Unternehmens, der Schiffe für den Handel mit den dreizehn Kolonien von Nordamerika in Boston und London registrieren ließ. Waren für die Kolonialisten nach Boston zu transportieren und auf dem Rückweg Walfischöl aus amerikanischem Walfang nach England zu bringen, war ein vielversprechendes Geschäft geworden. 
Wann Enderby die Firma Samuel Enderby & Sons gegründet hat, ist nicht genau überliefert. Vermutlich waren sich geänderte wirtschaftliche Bedingungen durch die sogenannte Boston Tea Party im Jahr 1773 (bürgerlicher Widerstand gegen die britische Kolonialpolitik) verursacht und durch den Beginn des Amerikanischen Unabhängigkeitskriegs im Jahr 1775 Grund dafür. Die Handelsgeschäfte brachen ein, wodurch eine Neuorientierung notwendig wurde. Auf Walölgeschäfte mit amerikanischen Walfängern konnte Enderby nun nicht mehr hoffen und entschied sich eine eigene Walfangflotte aufzubauen und mit ihr in den südlichen Atlantik zu gehen. 10 Jahre später besaß die Samuel Enderby & Sons bereits 17 Schiffe. 1786 war Enderby Haupteigner der Firma, beantragte weltweite Fangerlaubnis und weitete 1789 sein Geschäft auch auf Expeditionen in den südlichen Pazifik aus. 1790 gehörten 68 Schiffe zu seiner Walfang- und Handelsflotte. Wann Samuel Enderby die Führung seines Unternehmens an seinen Sohn Samuel Enderby (1756–1829) übergab, ist nicht bekannt. Er selbst starb im Jahr 1797.